# Melanagromyza gibsoni
Melanagromyza gibsoni är en tvåvingeart som först beskrevs av Malloch 1915.  Melanagromyza gibsoni ingår i släktet Melanagromyza och familjen minerarflugor. Inga underarter finns listade i Catalogue of Life.